# Trillium nivale
Trillium nivale là một loài thực vật có hoa trong họ Melanthiaceae. Loài này được Riddell miêu tả khoa học đầu tiên năm 1835.